# Atheta flaviventris
Atheta flaviventris är en skalbaggsart som först beskrevs av Thomas Casey 1911.  Atheta flaviventris ingår i släktet Atheta och familjen kortvingar. Inga underarter finns listade i Catalogue of Life.